# Yolande Bain-Horsford

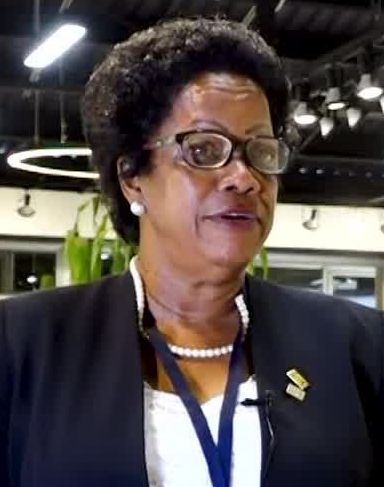
Yolande Bain-Horsford (2019)

Yolande Bain-Horsford (* in Saint Andrew) ist eine grenadische Politikerin der New National Party (NNP).

## Leben
Yolande Bain-Horsford absolvierte ihre Schulausbildung an der St. Joseph Convent High School und begann danach ein Studium am St. Lawrence College in Ontario sowie ein Studium Genderpolitik und Genderplanung an der University of the West Indies (UWI). Im Anschluss trat sie in den öffentlichen Dienst ein und war Direktorin für Geschlechter-, Familien- und Frauenangelegenheiten eines Programms der Vereinten Nationen zur institutionellen Stärkung und für Ökotourismus. Als Direktorin für Geschlechter- und Familienangelegenheiten war sie 2001 maßgeblich an Entwicklung, Gesetzgebungsverfahren sowie Umsetzung des Gesetzes gegen häusliche Gewalt (Domestic Violence Act of 2001) beteiligt.
Aufgrund ihrer Verdienste wurde Yolande Bain-Horsford zum Mitglied des Senats ernannt und zugleich Parlamentarische Sekretärin für Geschlechter- und Familienangelegenheiten im Ministerium für Tourismus, Zivilluftfahrt, Kultur, Geschlechter- und Familienangelegenheiten. Bei einer Nachwahl wurde sie 2004 als Kandidatin der New National Party (NNP) im Wahlkreis St. Andrews South West erstmals zum Mitglied des Repräsentantenhauses gewählt und übernahm im Kabinett von Premierminister Keith Claudius Mitchell das Amt als Ministerin für Wohnungsbau, Soziale Dienste und Gender-Angelegenheiten, das sie bis zur Niederlage der NNP bei den Wahlen am 8. Juli 2008 innehatte.
Im November 2014 berief Premierminister Mitchell Yolande Bain-Horsford zur Ministerin für Tourismus, Zivilluftfahrt und Kultur in dessen neuer Regierung. Im Rahmen einer Kabinettsumbildung übernahm sie am 1. Juli 2016 das Amt als Ministerin für Landwirtschaft, Ländereien, Forstwirtschaft, Fischerei und Umwelt.